# Homolobinae
Homolobinae (лат.) — подсемейство стебельчатобрюхих перепончатокрылых семейства браконид.

## Описание
Шпоры задней голени длинные, обычно не короче половины базитарсуса. Пронотум с чётким антескутальным вдавлением; пронопе неразвито. Лоб без вдавления и среднего криля. В заднем крыле радиальная жилка к вершине расширенная. Первый брюшной тергит без дорсальных килей.

## Экология
Представители подсемейства эндопаразиты гусениц чешуекрылых.

## Систематика
В составе подсемейства:
- Exasticolus
- Homolobus
- Westwoodiella